# Holophryxus fusiformis
Holophryxus fusiformis là một loài chân đều trong họ Dajidae. Loài này được Shiino miêu tả khoa học năm 1937.